# Тупоу VI
Тупоу VI (тонг. Tupou VI), имя при рождении — ʻАхоʻеиту ʻУнуакиʻотонга Тукуʻахо (тонг. ʻAhoʻeitu ʻUnuakiʻotonga Tukuʻaho; род. 12 июля 1959[…], Королевский дворец) — шестой король Королевства Тонга с 2012 года из династии Тупоу. До этого занимал в течение 6 лет должность премьер-министра страны.

## Биография
Третий по счёту сын и младший ребёнок короля Тонги Тауфаахау Тупоу IV. Начал карьеру с военного дела: в 1982 году поступил на службу в Тонганские военно-морские силы, а в 1987 году стал капитан-лейтенантом. В период с 1990 по 1995 года командовал патрульной лодкой «VOEA Pangai», а также принимал участие в операции по поддержанию мира на острове Бугенвиль (Папуа — Новая Гвинея).
В 1998 году ушёл с военной службы, став государственным служащим, одновременно занимая посты министра обороны и министра иностранных дел с октября 1998 по август 2004 года. На этих должностях он заменил своего старшего брата Сиаоси Тупоу. 3 января 2000 года Ахоэиту был назначен премьер-министром Тонга. 11 февраля 2006 года по неизвестной причине он покинул этот пост. Вероятно, это было вызвано волнениями в стране, случившимися в середине 2005 года, в которых протестующие выступали за снижение роли королевской семьи в руководстве Тонга. Его место занял Фелети Севеле, первый премьер-министр Тонга, который не был наследственным носителем титула или аристократом.

## Семья
Ахоэиту женат на дочери верховного вождя Ваэа, Нанасипауу. В браке родилось трое детей:
- Принцесса Ангелика Латуфуипека Тукуахо (род. 17 ноября 1983, Тонга). Является действующим Верховным комиссаром в Австралии с августа 2012.
- Принц Сиаоси Тупоутоа Тукуахо (род. 17 сентября 1985, Нукуалофа, Тонга) — наследник престола. Женился 12 июля 2012 года на Синайтакале Факафануа, дочери покойного Высшего руководителя Киникинило Фэкэфэну и принцессы Офейной, леди Фэкэфэну. У них есть четверо детей:
  - Принц Тауфаахау Мануматаонго (род. 10 мая 2013, Окленд, Новая Зеландия);
  - Принцесса Хэлэевэлу Мэйта’эхо (род. 12 июля 2014, Окленд, Новая Зеландия);
  - Принцесса Нанасипау’у Элиана (род. 20 марта 2018, Окленд, Новая Зеландия);
  - Принцесса Салоте Мафиле’о Пилолеву (род. 25 февраля 2021 года, Канберра, Австралия);
- Принц Ата — Унуаки Унуакиотонга (род. 27 апреля 1988, Нукуалофа, Тонга).

## Имя и титулы
В Тонга является традицией давать принцу традиционный титул, под которым он становится известным населению и которое используется вместо собственного имени. До своего официального назначения в качестве престолонаследника Ахоэиту был носителем одного или всех трёх титулов сразу: Лавака из Пеа, Ата из Коловаи и Атата, Улукалала из Вавау. Эти титулы могут используются в любой очерёдности, однако чаще используются Лавака Ата Улукала и Улукалала Лавака Ата.
Со времени назначения в качестве наследника престола Ахоэиту получил традиционный титул Тупоутоа, который даётся всем кронпринцам. Ранее его носителем был старший брат Ахоэиту, который был вынужден отказаться от титула после женитьбы на женщине из простой семьи.
Примечательно, что официальная церемония коронации Тупоу VI состоялась только спустя три года после восшествия на престол. Коронация стала кульминацией недели празднеств, которые включали традиционные тонганские обряды, уличные представления и праздники. Помимо японского наследного принца Нарухито, в торжествах приняли участие европейские члены королевской семьи венгерский принц Георг фон Габсбург и австрийская принцесса Мари-Тереза фон Гогенберг.

## Образование
- 1977 — общий сертификат об образовании (ступень А), The Leys School, Кембридж, Великобритания
- 1988 — специалист по стратегическим исследованиям, Военно-морской колледж США, Ньюпорт (Род-Айленд), США
- 1995 — дипломированный специалист по стратегическим исследованиям, Australian Joint Services Staff College, Австралия
- 1997 — магистр по вопросам обороны, Bond University, Квинсленд, Австралия
- 1998 — магистр по вопросам международных отношений, Bond University, Квинсленд, Австралия